# Cratere Joshee
Joshee  è un cratere sulla superficie di Venere. Deve il suo nome ad Anandibai Gopalrao Joshi (in marathi आनंदीबाई गोपाळराव जोशी), prima donna medico indiana a specializzarsi nella medicina occidentale.